# Klein-Buchholz
Klein-Buchholz è una frazione (Stadtteil) della città di Hannover, nel land della Bassa Sassonia, in Germania.

## Storia
Già comune autonomo nel circondario di Hannover, fu soppresso e incorporato a Hannover il 1º ottobre 1907.
Appartiene al quartiere (Stadtbezirks) di Bothfeld-Vahrenheide.